# Tripneustes depressus
Espèce
Synonymes
- Hipponoe depressa (A. Agassiz, 1863)[1]

Tripneustes depressus, communément appelé Oursin blanc () est une espèce d'oursins réguliers tropicaux de la famille des Toxopneustidae, caractérisé par des épines blanches tranchant sur un fond sombre.

## Description

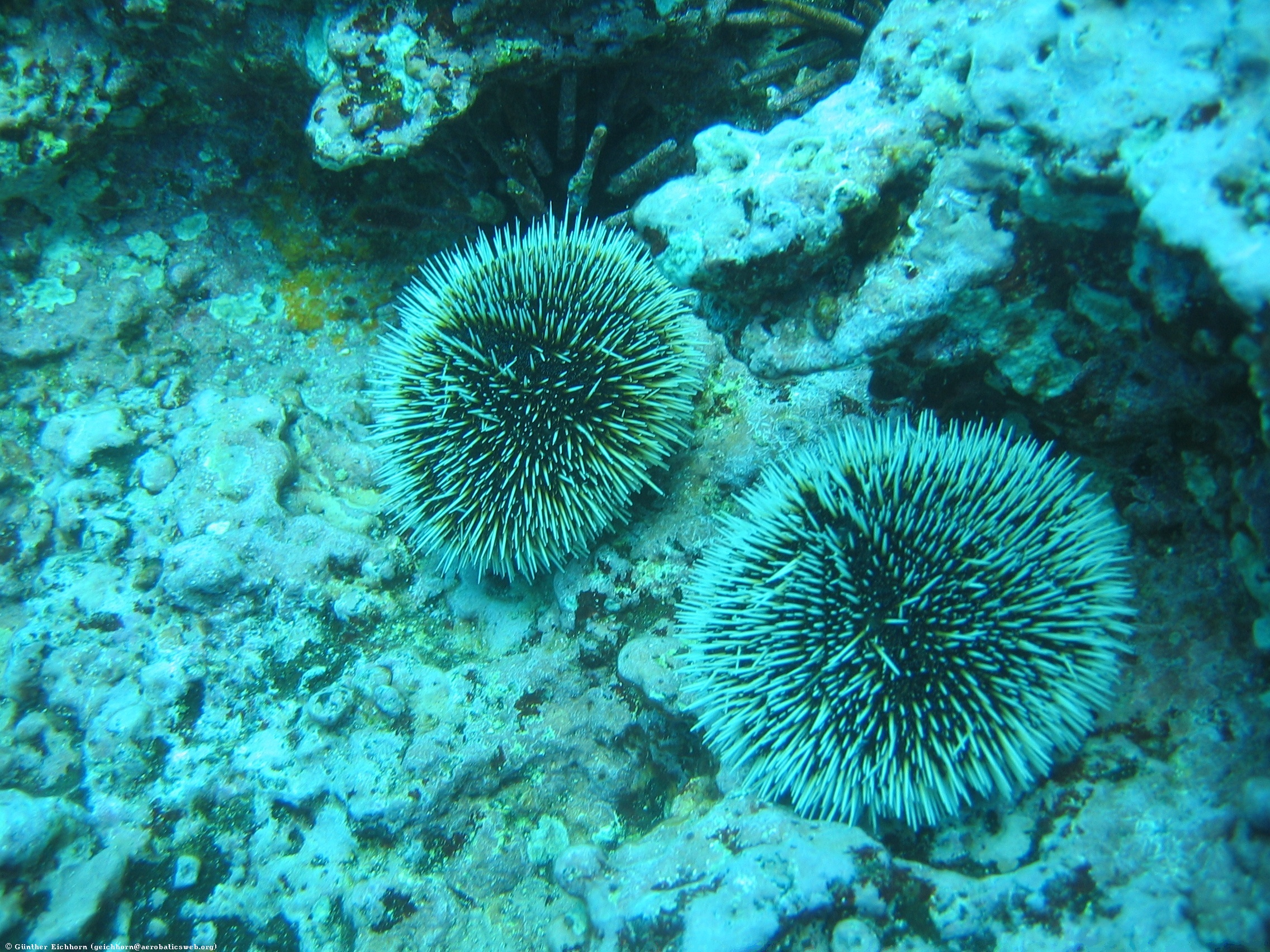
Deux individus.

C'est un oursin régulier de forme presque sphérique, dont le diamètre peut aller jusqu'à une dizaine de centimètres. Les piquants (« radioles ») sont fins et assez courts, n'excédant pas 2 cm, et d'un blanc pur qui contraste fortement avec la coquille (« test ») sombre, généralement noire, brun, violet ou pourpre sombre. Celle-ci peut aussi comporter des lignes méridianes colorées (rouge, brun…) délimitant les ambulacres des interambulacres. Le test est recouvert d'une grande densité de pédicellaires rouges, bruns, noirs ou blancs (suivant généralement la couleur du test), à l’extrémité souvent blanche.
Il ressemble énormément à son proche cousin Tripneustes ventricosus, mais ne partage pas la même distribution.

## Répartition
Cet oursin se rencontre dans l'océan Pacifique Est, presque exclusivement sur les côtes de l'isthme de Panama. On le trouve sur les fonds riches en algues, entre la surface et 50 m de profondeur.

## Écologie et comportement
Cet oursin est un brouteur herbivore, qui se nourrit principalement d'algues vertes. En leur absence ou a des profondeurs plus importantes, il adopte un régime plus omnivore (algues encroutantes, débris, faune sessile…).
La journée, il se recouvre souvent de cailloux et de débris pour se dissimuler. Sa croissance est assez rapide.
La reproduction est gonochorique, et mâles et femelles relâchent leurs gamètes en même temps en pleine eau, où œufs puis larves vont évoluer parmi le plancton pendant quelques semaines avant de se fixer.